# Sokolov (distrikt)

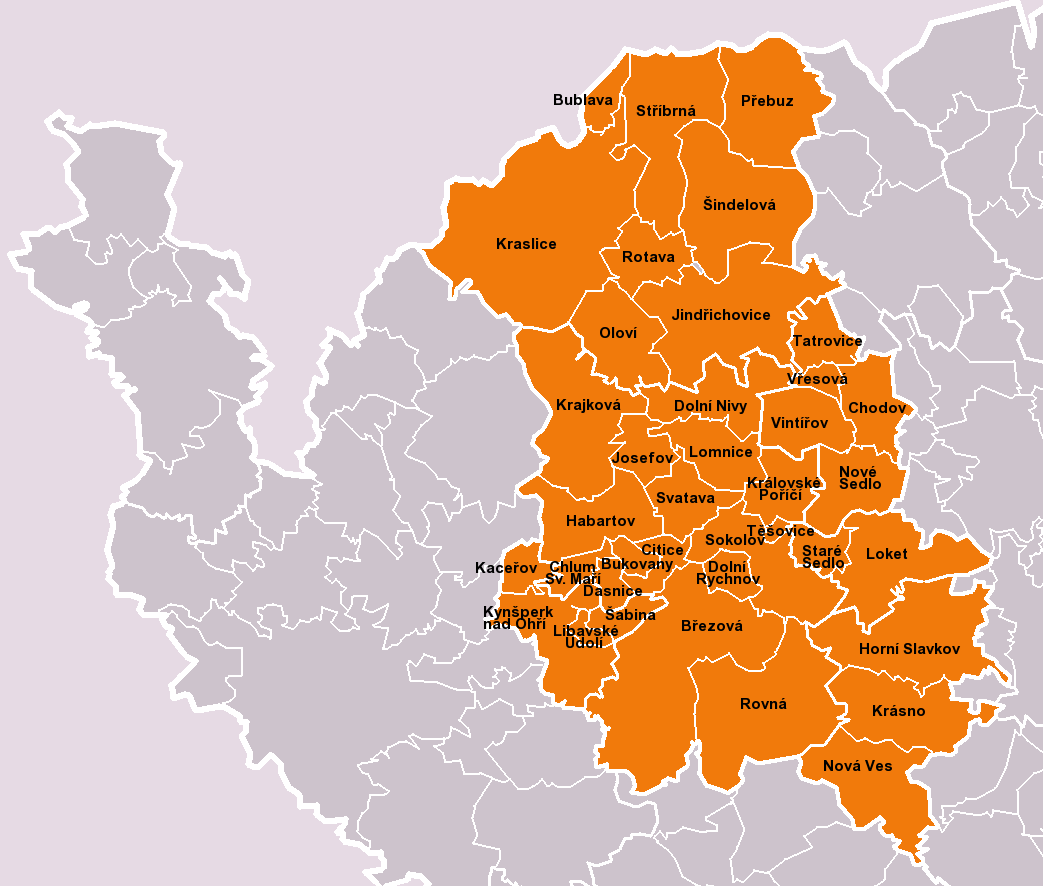
Städer och byar

Sokolov (tjeckiska: Okres Sokolov) är ett distrikt i Karlovy Vary i Tjeckien. Centralort är Sokolov.

## Komplett lista över städer och byar
- Sokolov
- Březová
- Bublava
- Bukovany
- Citice
- Dasnice
- Dolní Nivy
- Dolní Rychnov
- Habartov
- Horní Slavkov
- Chlum Svaté Maří
- Chodov
- Jindřichovice
- Josefov
- Kaceřov
- Krajková
- Královské Poříčí
- Kraslice
- Krásno
- Kynšperk nad Ohří
- Libavské Údolí
- Loket
- Lomnice
- Nová Ves
- Nové Sedlo
- Oloví
- Přebuz
- Rotava
- Rovná
- Staré Sedlo
- Stříbrná
- Svatava
- Šabina
- Šindelová
- Tatrovice
- Těšovice
- Vintířov
- Vřesová